# Theopompella elegans
Theopompella elegans är en bönsyrseart som beskrevs av Scott LaGreca och Atilio Lombardo 1993. Theopompella elegans ingår i släktet Theopompella och familjen Liturgusidae. Inga underarter finns listade i Catalogue of Life.